# Apple A15
L'Apple A15 Bionic és un sistema basat en ARM de 64 bits en un xip (SoC) dissenyat per Apple Inc. S'utilitza a l'iPhone 13 i 13 Mini, iPhone 13 Pro i 13 Pro Max, iPad Mini (6a generació), iPhone SE (3a generació), iPhone 14 i 14 Plus i Apple TV 4K (3a generació).

## Disseny
L'Apple A15 Bionic compta amb una CPU de sis nuclis de 64 bits dissenyada per Apple que implementa ARMv8 amb dos nuclis d'alt rendiment anomenats Avalanche que funcionen a 3,24 GHz i quatre nuclis energèticament eficients anomenats Blizzard que funcionen a 2.01 GHz. Apple afirma que l'A15 dels iPhones és un 50% més ràpid que la competència. Apple afirma que l'A15 de l'iPad Mini 6 és un 40% més ràpid que l'A12. Un desglossament en profunditat d'Anandtech va revelar que "en comparació amb l'A14, el nou A15 augmenta la freqüència màxima d'un sol nucli del clúster de dos rendiments en un 8%, arribant ara a 3240MHz en comparació amb els 2998MHz de la generació anterior. Quan els dos nuclis de rendiment estan actius, la seva freqüència de funcionament augmenta un 10%, ambdós funcionen ara a 3180 MHz en comparació amb els 2890 MHz de la generació anterior".
L'A15 conté 15.000 milions de transistors, un 27,1% més que el recompte de transistors de l'A14 d'11.800 milions. Inclou maquinari de xarxa neuronal dedicat que Apple anomena un nou motor neuronal de 16 nuclis. El Neural Engine pot realitzar 15,8 bilions d'operacions per segon, més ràpid que els 11 bilions d'operacions per segon de l'A14 (+43%). L'A15 també inclou un nou processador d'imatge (ISP) amb capacitats de fotografia computacional millorades. Apple també va augmentar el rendiment duplicant la memòria cau del sistema a 32 MB.
L'A15 té suport de codificació de còdec de vídeo per a HEVC, H.264 i ProRes (només iPhone 13 Pro). Compta amb suport de descodificació per a HEVC, H.264, MPEG-4 Part 2, ProRes i Motion JPEG.
L'A15 és fabricat per TSMC, segons el seu procés de fabricació de 5 nm de segona generació, N5P.

## GPU
L'A15 integra una GPU de cinc nuclis dissenyada per Apple per a l'iPad mini (6a generació), iPhone 13 Pro i 13 Pro Max, iPhone 14 i 14 Plus i Apple TV 4K (3a generació). Un nucli de GPU està desactivat a l'iPhone SE (3a generació) i a l'iPhone 13 i 13 Mini, el que resulta en una GPU de quatre nuclis per a aquests models.

## Productes
Els productes que inclouen l'Apple A15 Bionic són:
- iPhone 14 i 14 Plus : CPU de 6 nuclis i GPU de 5 nuclis
- iPhone 13 i 13 Mini : CPU de 6 nuclis i GPU de 4 nuclis
- iPhone 13 Pro i 13 Pro Max : CPU de 6 nuclis i GPU de 5 nuclis
- iPhone SE (3a generació) : CPU de 6 nuclis i GPU de 4 nuclis
- iPad mini (6a generació) : GPU de 5 nuclis; CPU amb underclocking a 2,92 GHz a partir de 3,23 GHz
- Apple TV 4K (3a generació) : GPU de 5 nuclis i CPU de 5 nuclis (A15 empaquetat amb 1 nucli de CPU d'eficiència desactivat)